# Liste der Flaggen im Landkreis Heilbronn
Diese Liste beinhaltet alle Flaggen im Landkreis Heilbronn in Baden-Württemberg, inklusive historischer Flaggen.
In Baden-Württemberg werden zweibahnige Flaggen verliehen, deren Farben den Wappenfarben entsprechen. Dabei wird oft als erste Farbe der Flagge (links vom Betrachter) die Farbe der Wappenfigur und als zweite Farbe die des Wappengrundes genommen. Flaggen, die vor Inkrafttreten der deutschen Gemeindeordnung 1935 geführt wurden, dürfen beibehalten werden, auch wenn diese nicht den heutigen Bestimmungen in Baden-Württemberg entsprechen.

## Landkreis Heilbronn
| Landkreis           | Flagge | Kommentare |
| Landkreis Heilbronn |        | Wappen am 20. Juni 1955 von der Landesregierung verliehen: „In Rot ein unterhalb gestümmelter silberner Adler.“ Flagge: Weiß-Rot. |

## Flaggen der Städte im Landkreis Heilbronn
| Stadt                | Flagge | Kommentare |
| Bad Friedrichshall   |        | Wappen im Jahre 1936 festgelegt, mit Flagge am 4. März 1963 vom Innenministerium verliehen: „In gespaltenem Schild vorne in Silber (Weiß) unter einem blauen Reichsapfel mit silbernem (weißem) Reif und schwarzem Kreuz drei blaue Wellenleisten übereinander, hinten in Blau ein aufgerichtetes silbernes (weißes) Roß.“ Flagge: Blau-Weiß. |
| Bad Rappenau         |        | Gerichtssiegel aus dem Jahre 1820 zeigt mit Rappen belegtes Wappen der Herren von Gemmingen. Heutiges Wappen mit Flagge am 26. September 1957 vom Innenministerium verliehen: „In Gold (Gelb) auf blauem Schildfuß ein aufspringendes schwarzes Roß (Rappe).“ Flagge: Schwarz-Gelb. |
| Bad Wimpfen          |        | Heutige Wappenfiguren erscheinen im ältesten Siegel von 1250. Anfang des 14. Jahrhunderts erscheint Schlüssel vorübergehend in Fängen des Adlers. Nach Übergang an Hessen im Jahre 1803 zeigte Wappen einen halben Adler am Spalt und hessischen Löwen mit Schlüssel. Wappen in ursprünglicher Gestalt im 20. Jahrhundert festgelegt: „In Gold (Gelb) der rot bewehrte schwarze Reichsadler mit einem waagerechten silbernen (weißen) Schlüssel (Bart nach oben rechts) im Schnabel.“ Flagge: Rot-Weiß-Blau. |
| Beilstein            |        | Spitzhammer erscheint in Siegeln vom 15. bis um Mitte des 17. Jahrhunderts. Farbige Wappenzeichnung aus dem Jahre 1535 zeigt drei Steine und drei Spitzhämmer in rotem Feld. Ein sechs- oder dreikantiger Stein mit drei eingehauenen Hämmern erscheint seit etwa 1583 im Wappen, seit 1652 in Siegeln. Heutige Form des Wappens am 5. Februar 1930 festgelegt: „In Rot ein sechskantiger, gegrateter silberner (weißer) Stein, rundum besteckt mit drei (2:1) darin eingehauenen silbernen (weißen) Spitzhämmern (Beilen).“ Flagge: Weiß-Rot. |
| Brackenheim          |        | Bracke seit dem ältesten Siegelabdruck aus dem Jahre 1301 in verschiedenen Haltungen als Wappenfigur in Gebrauch. Heutige Form des Wappens im Jahre 1953 festgelegt: „In Rot ein stehender silberner (weißer) Bracke mit schwarzem Halsband und silbernem (weißem) Leitring.“ Flagge: Weiß-Rot. |
| Eppingen             |        | Badisches Wappen erscheint in Siegel von 1454. Heutiges Wappen mit Flagge am 14. Februar 1958 vom Innenministerium verliehen: „In gespaltenem Schild vorne in Gold (Gelb) ein roter Schrägbalken, hinten in Schwarz ein rot bewehrter und rot bezungter goldener (gelber) Adler.“ Flagge: Rot-Gelb. |
| Güglingen            |        | Gugel erscheint in seit 1359 nachweisbaren Siegeln. Wappenfarben in Zeichnung von 1575 nachgewiesen. In den Jahren vor 1933 wurde Schild blau tingiert und weiß-blaue Flagge festgelegt. Wappen und Flagge der neuen Stadt am 11. März 1976 vom Landratsamt Heilbronn verliehen: „In Rot eine silberne (weiße) Gugel.“ Flagge: Weiß-Blau. |
| Gundelsheim          |        | Wappen am 13. März 1538 vom Deutschmeister Walter von Cronberg verliehen. Anderes Wappen mit Weinstock auf Dreiberg erscheint seit 1936 vorübergehend in Siegeln. Aufnahme des ursprünglichen Wappens am 14. August 1957 vom Innenministerium bestätigt. Flaggenfarben vom Wappen mit Weinstock abgeleitet: „In geviertem Schild; Feld 1: In Silber (Weiß) ein durchgehendes schwarzes Kreuz; Feld 2: Von Rot und Silber (Weiß) geviert, in Silber (Weiß) je vier (2:2) blaue Eisenhütlein; Feld 3: In Rot ein mit Kesselrinken besetztes goldenes (gelbes) Kreuz (Schildbeschläg); Feld 4: In Gold (Gelb) ein blauer Wellen-Schräglinksbalken, darunter der schwarze Großbuchstabe G.“ Flagge: Grün-Weiß. |
| Lauffen am Neckar    |        | Bote erscheint in Siegeln seit 1464 und in farbigen Zeichnungen seit 1575: „In Silber (Weiß) ein grün gekleideter laufender Bote mit roter Feder am grünen Hut und roten Schuhen, in der erhobenen Rechten einen silbernen (weißen) Brief mit rotem Siegel haltend, mit der Linken einen rot geschäfteten Spieß mit blauer Spitze schulternd.“ Flagge: Grün-Weiß. |
| Leingarten           |        | Wappen und Flagge am 25. September 1970 vom Innenministerium verliehen: „In gespaltenem Schild vorne in Rot ein gesenktes silbernes (weißes) Schwert, hinten in Silber (Weiß) ein roter Rost.“ Flagge: Rot-Weiß. |
| Löwenstein           |        | Wappen der Grafen von Löwenstein erscheint im ältesten Stadtsiegel von 1498: „In geteiltem Schild oben von Silber (Weiß) und Blau schräglinks mit zwei Teilungen gerautet, unten in Gold (Gelb) auf blauem Dreiberg stehend ein roter Löwe.“ Flagge: Blau-Weiß. |
| Möckmühl             |        | Adlerfang erscheint im ältesten, 1499 belegten Siegel. Mühlrad seit etwa 1585 nachweisbar, seit 1613 als Marksteinzeichen in Gebrauch, im Siegel seit 1645 mit Adlerfang vereinigt. Wappenfarben seit dem 16. Jahrhundert nachweisbar: „Über grünem Dreiberg gespalten, vorne in Blau ein linksgewendeter, schwarz befiederter goldener (gelber) Adlerfang, hinten in Silber (Weiß) ein vierspeichiges, achtschaufliges schwarzes Mühlrad.“ Flagge: Blau-Weiß. |
| Neckarsulm           |        | Deutschordenskreuz mit drei Ringen erscheint in Siegeln seit 1528. Ringe zeitweilig durch vier Rosen in Kreuzwinkeln ersetzt. Wappen am 26. September 1955 von der Landesregierung, Flagge am 14. November 1963 vom Innenministerium verliehen: „In Silber (Weiß) ein durchgehendes schwarzes Kreuz mit Tatzenenden (Deutschordenskreuz), belegt mit einem goldenen (gelben) Lilienkreuz, das Ordenskreuz oben begleitet von zwei roten Ringen, das Lilienkreuz unten beheftet mit einem roten Ring.“ Flagge: Schwarz-Weiß. |
| Neudenau             |        | Achtspeichiges Rad erscheint im ältesten, 1542 belegten Siegel. Wappen im Siegel 1803-1806 durch Wappen der Fürsten von Leiningen ersetzt. Wappen und Flagge der neuen Stadt am 16. August 1978 vom Landratsamt Heilbronn verliehen: „In Rot ein acht-speichiges silbernes (weißes) Rad.“ Flagge: Weiß-Rot. |
| Neuenstadt am Kocher |        | Wappen seit 1334 in Siegeln belegt: „In Blau oben nebeneinander zwei silberne (weiße) Dreieckschilde, unten ein linksgewendeter silberner (weißer) Kübelhelm.“ Flagge: Weiß-Blau. |
| Schwaigern           |        | Wappen seit 1591 in Siegelabdrücken nachweisbar. Siegel aus 1820 zeigt Wappen ohne Schildhalter. Neippergscher Schild im Jahre 1959 als Wappen festgelegt, traditionsgemäß meist mit Schildhalter dargestellt. Flagge im Jahre 1925 festgelegt: „In Rot drei (2:1) silberne (weiße) Ringe. Schildhalter: Aus dem Schildrand wachsend der heilige Johannes der Täufer mit goldenem (gelbem) Nimbus und natürlichem Fell, die Rechte nach oben weisend, mit der Linken das natürliche Gotteslamm und einen schräglinken goldenen (gelben) Kreuzstab mit dreilatziger silberner (weißer) Fahne haltend.“ Flagge: Rot-Weiß.                                                                                    |
| Weinsberg            |        | Aus Dreiberg wachsender Weinstock erscheint im ältesten, 1318 belegten Siegel. Adler erscheint von 1423 an und teilweise bis ins 18. Jahrhundert als alleinige Figur in Siegeln. Verbindung beider Figuren im gespaltenen Schild seit 1521 in Siegeln belegt. Nach mehreren Variationen wurde heutige Form des Wappens 1958 endgültig festgelegt und am 12. Februar 1958 vom Innenministerium bestätigt: „In gespaltenem Schild vorne in Silber (Weiß) ein rot bewehrter und rot bezungter halber schwarzer Adler am Spalt, hinten in Blau auf goldenem (gelbem) Berg ein goldener (gelber) Weinstock an goldenem (gelbem) Pfahl.“ Flagge: Blau-Weiß.                                                      |
| Widdern              |        | Schreitender Widder erscheint im ältesten Gerichtssiegel von 1511. Widder in zeichnerischen Darstellungen bis ins 20. Jahrhundert schreitend, in Siegeln seit dem 19. Jahrhundert stehend dargestellt. Wappen in heutiger Form im Jahre 1937 festgelegt. Flagge seit 1933 in Gebrauch: „In Schwarz ein stehender goldener (gelber) Widder.“ Flagge: Gelb-Schwarz. |

## Flaggen der Gemeinden im Landkreis Heilbronn
| Gemeinde              | Flagge | Kommentare |
| Abstatt               |        | Wappen der Grafen von Löwenstein erscheint im Gerichtssiegel von 1628. Löwe in Siegeln von 1697 und 1768 links gewendet. Nach links steigender Löwe erscheint im Schultheißenamtssiegel zu Beginn des 20. Jahrhunderts. Heutiges Wappen am 21. November 1907 angenommen. Flagge am 5. September 1980 vom Landratsamt Heilbronn verliehen: „In gespaltenem Schild vorne in Rot ein linksgewendeter goldener (gelber) Abtsstab, hinten in Gold (Gelb) ein roter Löwe.“ Flagge: Rot-Weiß. |
| Cleebronn             |        | Kleeblatt seit dem 17. Jahrhundert als Fleckenzeichen Alt- und Neu-Cleebronns belegt. Mainzer Rad erscheint über Kleeblatt im Neu-Cleebronner Siegel von 1695. Rad und Kleeblatt bilden seit dem 19. Jahrhundert das Wappen der Gesamtgemeinde. Wappenfarben im Jahre 1919 festgelegt: „In Silber (Weiß) unter einem sechsspeichigen roten Rad ein dreiblättriges grünes Kleeblatt.“ Flagge: Grün-Weiß. |
| Eberstadt             |        | Wappen mit Eber und Hirschstange 1628 am Kirchturm in Stein angebracht. Darstellungen des 18., 19. und frühen 20. Jahrhunderts zeigen halben oder ganzen Eber ohne Hirschstange. Wappenfarben im Jahre 1938 festgelegt. Wappen und Flagge am 25. März 1963 vom Innenministerium verliehen: „In geteiltem Schild oben in Schwarz ein wachsender goldener (gelber) Eber, unten in Gold (Gelb) eine liegende schwarze Hirschstange.“ Flagge: Grün-Rot. |
| Ellhofen              |        | Schlüssel erscheinen seit 1844 ohne Schild in Siegeln, im Jahre 1938 in Wappenschild dargestellt. Wappen und Flagge am 25. März 1963 vom Innenministerium verliehen: „In Blau zwei schräg gekreuzte silberne (weiße) Schlüssel mit nach unten und auswärts gekehrten Barten.“ Flagge: Weiß-Blau. |
| Erlenbach             |        | Heutige Wappenfiguren erscheinen seit dem Jahre 1947 im Siegel. Wappenfarben im Jahre 1956 festgelegt. Wappenbestätigung und Flaggenverleihung am 4. Mai 1960 vom Innenministerium vorgenommen: „In Silber (Weiß) ein durchgehendes schwarzes Kreuz mit Tatzenenden, belegt mit einem schmalen goldenen (gelben) Lilienkreuz und einem silbernen (weißen) Herzschild, darin an grünem Rebzweig mit rechtshinweisendem Blatt eine blaue Traube.“ Flagge: Blau-Weiß. |
| Flein                 |        | Martyrium des hl. Veits erscheint auf mit Jahreszahl 1604 versehenem Stein über Rathauseingang und auf Markungsstein von 1699, seit dem Jahre 1903 im Siegel nachgewiesen. Wappenfarben im Jahre 1938 verliehen. Wappen im Jahre 1956 endgültig festgelegt, mit Flagge am 11. Januar 1957 vom Innenministerium verliehen: „In Blau auf gold-roten (gelbroten) Flammen ein goldener (gelber) Kessel, darin der unbekleidete, golden (gelb) nimbierte, betende heilige Veit.“ Flagge: Gelb-Blau. |
| Gemmingen             |        | Weinstock und Pflugschar seit dem 19. Jahrhundert im Gerichts-/Gemeindesiegel belegt. Wappenfarben 1901 vom Generallandesarchiv Karlsruhe festgelegt, im Jahre 1910 endgültig angenommen. Flagge am 2. Mai 1969 vom Innenministerium verliehen: „In gespaltenem Schild vorne in Silber (Weiß) auf grünem Dreiberg an schwarzem Pfahl ein grüner Weinstock mit drei blauen Trauben, hinten in Rot eine goldene (gelbe) Pflugschar.“ Flagge: Gelb-Rot. |
| Hardthausen am Kocher |        | Wappen und Flagge am 14. Juni 1977 vom Landratsamt Heilbronn verliehen: „In Silber (Weiß) ein blauer Wellen-Schrägbalken, belegt mit drei schräg aufwärts gerichteten herzförmigen goldenen (gelben) Blättern und beiderseits begleitet von je einer schräg abwärts gerichteten schwarzen Hirschstange.“ Flagge: Blau-Weiß. |
| Ilsfeld               |        | Baum und Hirschstange erscheinen seit 1468 in Siegeln. Wappenfarben seit Ende des 16. Jahrhunderts nachweisbar. Wappen und Flagge der neuen Gemeinde am 24. Januar 1978 vom Landratsamt Heilbronn verliehen: „In Silber (Weiß) unter einer schwarzen Hirschstange ein bewurzelter grüner Baum (Buche).“ Flagge: Grün-Weiß. |
| Ittlingen             |        | Wappen im Jahre 1910 vom Generallandesarchiv Karlsruhe vorgeschlagen. Flagge am 1. Oktober 1980 vom Landratsamt Heilbronn verliehen: „In Blau zwei goldene (gelbe) Balken, belegt mit einem roten Herzschild, darin eine gestürzte goldene (gelbe) Pflugschar.“ Flagge: Gelb-Blau. |
| Jagsthausen           |        | Heutiges Wappen mit Zustimmung der Archivdirektion Stuttgart im Jahre 1935 festgelegt. Wappen und Flagge am 4. März 1963 vom Innenministerium verliehen: „In geteiltem Schild oben in Silber (Weiß) ein liegender, eiserner, schwarzer Rechtarm mit geballter Faust, unten in Schwarz ein fünfspeichiges silbernes (weißes) Rad.“ Flagge: Schwarz-Weiß. |
| Kirchardt             |        | Eichel erscheint im Jahre 1769 in Siegel. Wappenfarben im Jahre 1901 festgelegt. Flagge am 31. Januar 1980 vom Landratsamt Heilbronn verliehen: „In Silber (Weiß) auf waagerechtem grünem Zweig eine steigende grüne Eichel.“ Flagge: Grün-Weiß. |
| Langenbrettach        |        | Wappen und Flagge am 26. April 1976 vom Landratsamt Heilbronn verliehen: „In Blau eine silberne (weiße) Wellen-Schräglinksleiste, darüber ein goldener (gelber) Apfel mit einem linkshin weisenden goldenen (gelben) Blatt (Brettacher Apfel), darunter eine goldene (gelbe) Kirche mit linksstehendem Turm.“ Flagge: Gelb-Blau. |
| Lehrensteinsfeld      |        | Hufeisen erschien als Fleckenzeichen auf Marksteinen, seit dem 19. Jahrhundert im Siegel nachweisbar. Wappen im Jahre 1959 angenommen, mit Flagge am 18. August 1959 vom Innenministerium verliehen: „In Blau über zwei goldenen (gelben) Wellenbalken ein goldenes (gelbes) Hufeisen.“ Flagge: Gelb-Blau. |
| Massenbachhausen      |        | Haus in der Literatur seit 1844, in Stempeln seit 1903 nachgewiesen. Wappen und Flagge am 18. August 1959 vom Innenministerium verliehen: „In Rot über drei (2:1) silbernen (weißen) Ringen ein goldenes (gelbes) Haus.“ Flagge: Gelb-Rot. |
| Neckarwestheim        |        | Wappenfiguren erscheinen im Siegel von 1684. Spaten in späteren Siegeln mit Herzogshut oder württembergischen Hirschstangen verbunden. Heutiges Wappen im Jahre 1938 festgelegt, mit Flagge am 4. März 1963 vom Innenministerium verliehen: „In gespaltenem Schild vorne in Silber (Weiß) ein grüner Laubkranz, hinten in Grün ein silberner (weißer) Spaten.“ Flagge: Grün-Weiß. |
| Nordheim              |        | Pflugschar mit württembergischer Hirschstange erscheinen in seit 1518 belegten Gerichts-/Fleckensiegeln sowie in Wappenzeichnung aus dem Jahre 1619. Hirschstange fällt seit Mitte des 18. Jahrhunderts weg. Heutiges Wappen im Jahre 1935 festgelegt, mit Flagge am 4. März 1963 vom Innenministerium verliehen: „In Gold (Gelb) eine gestürzte blaue Pflugschar.“ Flagge: Blau-Gelb. |
| Obersulm              |        | Wappen und Flagge am 26. Juli 1976 vom Landratsamt Heilbronn verliehen: „In Rot über einer erniedrigten silbernen (weißen) Wellenleiste eine goldene (gelbe) Traube, von deren Stiel beiderseits je ein goldenes (gelbes) Rebblatt ausgeht.“ Flagge: Gelb-Rot. |
| Oedheim               |        | Wappenstein von 1600 am Rathaus zeigt einen Schild mit Pflugschar, einen anderen mit Pfeilen haltenden Mann. Pflugschar erscheint 1607 im Gerichtssiegel. Siegel des 19. und 20. Jahrhunderts zeigen Wappen mit Pflugschar im Schildfuß und wachsenden Mann mit Pfeilen. Pflugschar im Jahre 1930 durch Pflug, Letzteres 1952 durch Fisch ersetzt. Wappen und Flagge am 17. August 1953 von der vorläufigen Regierung verliehen: „In Silber (Weiß) aus einem mit einem linkshin schwimmenden silbernen (weißen) Fisch belegten blauen Schildfuß wachsend ein rot bekleideter Mann mit roter Mütze, in jeder Hand einen aufrechten schwarzen Pfeil haltend.“ Flagge: Rot-Weiß. |
| Offenau               |        | Wappen und Flagge am 4. März 1963 vom Innenministerium verliehen: „In Blau ein goldener (gelber) Reichsapfel, darüber drei (1:2) aneinandergerückte silberne (weiße) Salzwürfel.“ Flagge: Gelb-Blau. |
| Pfaffenhofen          |        | Heutige Wappenfigur erscheint in Wappenzeichnungen seit 1583, in Siegeln des 20. Jahrhunderts fälschlicherweise zur Sonne umgewandelt. Ursprüngliches Wappen im Jahre 1956 festgelegt, am 13. November 1956 vom Innenministerium bestätigt. Flagge am 31. Januar 1980 vom Landratsamt Heilbronn verliehen: „In Silber (Weiß) eine fleischfarbene Priestertonsur mit schwarzem Haarkranz.“ Flagge: Rot-Weiß. |
| Roigheim              |        | Heutiges Wappen erscheint an der 1877 erbauten und im Zweiten Weltkrieg zerstörten Seckach-Brücke, seit 1903 in Siegeln belegt. Wappen in heutiger Gestalt 1938 auf Vorschlag der Archivdirektion Stuttgart festgelegt. Wappen und Flagge am 17. November 1952 von der vorläufigen Landesregierung verliehen: „In Silber (Weiß) eine durchgehende rote Quadermauer mit offenem Tor und rotem Zinnenturm.“ Flagge: Rot-Weiß. |
| Siegelsbach           |        | Heutiges Wappen im Jahre 1922 angenommen. Flagge am 16. Mai 1959 vom Innenministerium verliehen: „In von Rot und Gold (Gelb) gespaltenem Schild ein sechsstrahliger Stern in verwechselten Farben.“ Flagge: Gelb-Rot. |
| Talheim               |        | Wappen erscheint in Siegel aus dem Jahre 1550. Ursprüngliches Wappenbild durch fünfbogige Brücke über zwei Hirschstangen von 1903 bis 1930 ersetzt. Wappenbestätigung und Flaggenverleihung am 15. März 1963 vom Innenministerium vorgenommen: „In Silber (Weiß) ein aus dem linken Schildrand hervorbrechender, rot bekleideter rechter Unterarm, in der Hand ein schwarzes Rebmesser (Hape) haltend.“ Flagge: Schwarz-Weiß. |
| Untereisesheim        |        | Wappen von der Archivdirektion Stuttgart 1918 vorgeschlagen, im Jahre 1946 angenommen. Wappen und Flagge am 4. März 1963 vom Innenministerium verliehen: „In Schwarz zwei schräg gekreuzte silberne (weiße) Hellebarden.“ Flagge: Weiß-Schwarz. |
| Untergruppenbach      |        | Reichsapfel erscheint in Gerichtssiegel aus 1726 und in Wappendarstellung am Rathaus aus 1740, im Jahre 1939 endgültig als Wappenfigur angenommen. Wappen und Flagge am 4. März 1963 vom Innenministerium verliehen: „In Rot ein goldener (gelber) Reichsapfel mit goldenem (gelbem) Kleeblattkreuz.“ Flagge: Gelb-Rot. |
| Wüstenrot             |        | Wappen und Flagge am 17. März 1975 vom Innenministerium verliehen: „In Rot unter einem silbernen (weißen) Glasgefäß ein erniedrigter silberner (weißer) Wellenbalken, belegt mit einem blauen Fisch.“ Flagge: Weiß-Rot. |
| Zaberfeld             |        | Wappen und Flagge am 15. August 1977 vom Landratsamt Heilbronn verliehen: „In Blau aus dem Unterrand emporkommend ein beiderseits mit Flankenmauern versehener goldener (gelber) Zinnenturm (Burg), belegt mit einem sinkenden siebenstrahligen roten Stern auf zweistufigem blauem Fels.“ Flagge: Gelb-Blau. |